# So Unsexy
"So Unsexy" é uma canção da cantora e compositora canadense Alanis Morissette, e produzido por ela para o seu álbum, Under Rug Swept (2002). Foi lançado no Brasil como o sétimo e último single em novembro de 2003.
Ganhou o prêmio Juno Awards de Jack Richardson Producer of the Year Award em 2003, ao lado de outra canção de Morissette, "Hands Clean".